# Skopski akvadukt
Skopski akvadukt (makedonsko Скопски аквадукт, albansko Akudukti) je akvadukt in arheološko najdišče v okolici Vizbegova, 2 km severozahodno od središča Skopja v Severni Makedoniji. Skopski akvadukt je edini akvadukt v Makedoniji in eden od treh največjih in dobro ohranjenih v nekdanji Jugoslaviji, skupaj z Dioklecijanovim akvaduktom pri Splitu na Hrvaškem in akvaduktom v Baru v Črni gori.

## Zgodovina
Vprašanje, kdaj je bil Skopski akvadukt zgrajen, ni jasno. Obstajajo tri teorije:
- v času vladavine Rimskega cesarstva (1. stoletje); po tej teoriji je akvadukt napajal vodo legionarski naselbini Scupi;
- v času vladavine Bizantinskega cesarstva (vladavina cesarja Justinijana I.) od 527 do 554, zato ta akvadukt imenujemo tudi Justinijanov akvadukt; po tej teoriji je akvadukt dovajal vodo v novo naselje Justiniana Prima.[1] Domnevajo, da je bila voda po akvaduktu speljana od izvira Lavovec v vasi Gluvo v Skopski Crni gori do »topniške barake«, mošeje Mustafe paše, do nekdanjega turškega ummeta, Kuršumlijana in Sija-begove džamije;[2]
- v času vladavine Osmanskega cesarstva; po tej teoriji je bil akvadukt zgrajen v 16. stoletju za številne turške javne hamam. [3]

Ta akvadukt je bil v uporabi do 18. stoletja. Od te zgradbe iz kamna in opeke je ostalo le približno 386 metrov s 55 loki. Predpostavljajo, da je akvadukt črpal vodo iz izvira Lavovec (vas Gluvo v gori Skopska Crna Gora), 9 kilometrov severozahodno od Skopja, in dovajal vodo v središče mesta.
Akvadukt je bil nazadnje obnovljen po potresu v Skopju leta 1963, ko so popravili tri loke in dva stebra, ki so se sesuli zaradi potresne moči.

## Opis
Skozi njegovo zgodovino se je veliko število popotnikov, zgodovinarjev in piscev, ki so pisali o akvaduktu, razhajalo o številu njegovih lokov: po nekaterih trditvah jih je bilo 200, nato 60, število 55 lokov pa je zabeleženo tudi v Enciklopediji likovnih umetnosti, ki je izšla v Zagrebu leta 1960. Po podatkih iz leta 1514, ko naj bi bil akvadukt zgrajen, je imel 55 lokov, oprtih na masivne stebre s kvadratno osnovo, 42 odprtin za razbremenitev zidne gmote, njegova skupna dolžina pa je znašala 386 metrov. Po opisu Gjorceta Petrova iz leta 1896 je imel akvadukt 62 stebrov, od katerih je bil vsak visok 6 metrov, dolg 5 metrov in širok 4 metre.